# Råå hamn

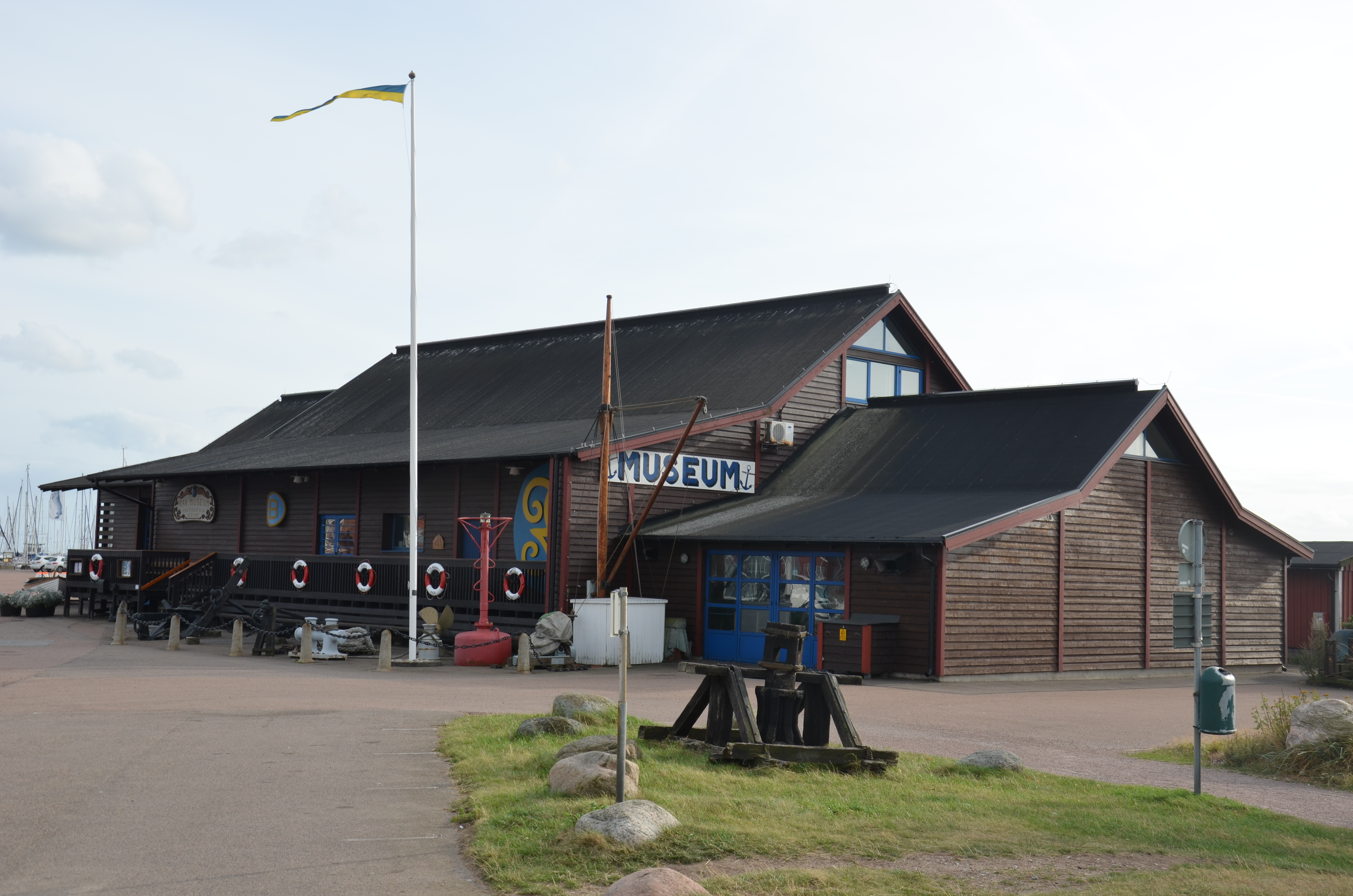
Råå museum för fiske och sjöfart

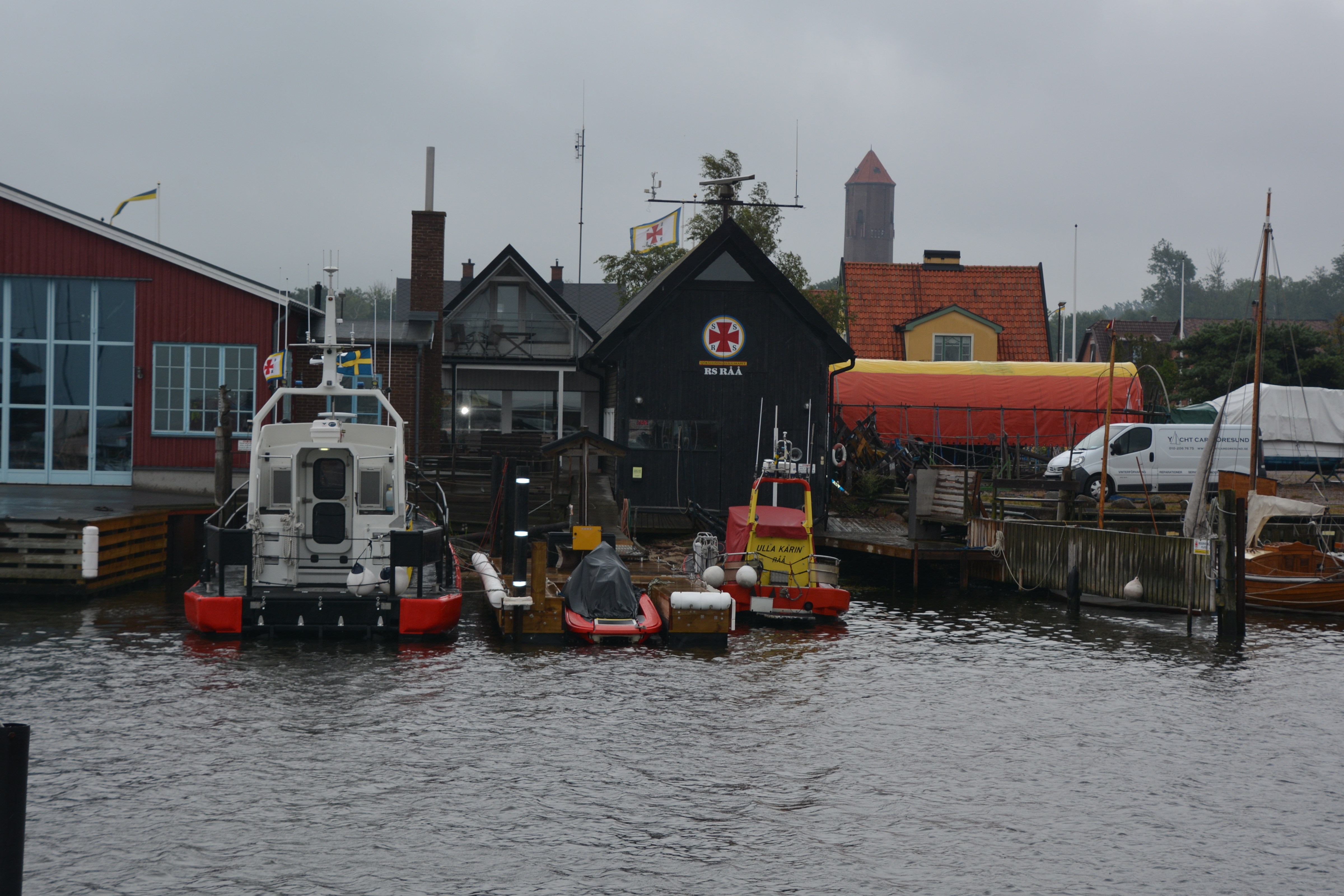
Räddningsstation Råå

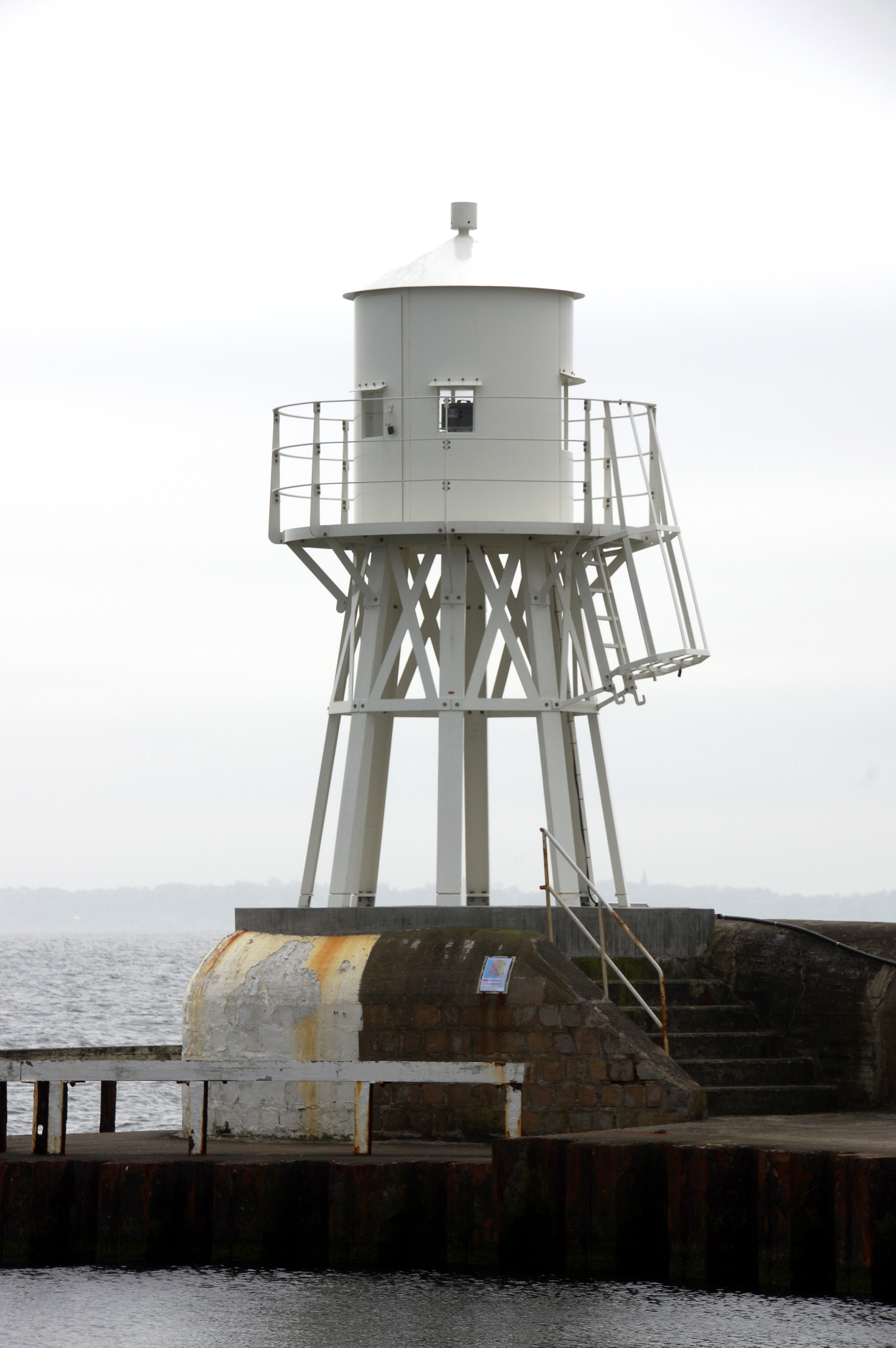
Råå hamnfyr

Råå hamn är en hamn i Råå i Helsingborgs kommun. Hamnen ligger i Råååns mynning i Öresund. Den ägs av Helsingborgs hamn.
I hamnen ligger Råå museum för fiske och sjöfart, Räddningsstation Råå och Holms varv.

## Historik
En ny åmynning hade vid mitten av 1800-talet skapats på nuvarande plats, då sanddynerna hade grävts igenom. Det fanns därmed förutsättningar för att anlägga en hamn för större lastskutor och fiskebåtar. Invånarna i Råå läge beslöt i januari 1859 att bygga ut hamnen. Hamnbygget, för vilket visst statsbidrag utgick,  påbörjades samma sommar och tog tre år att genomföra, med två parallella vågbrytare. I slutet av 1870-talet var den nya hamnen väl fungerande, efter utbyggnad av bland annat Fiskekajen. 
Vid början av 1900-talet ökade hamnaktiviteten efter det att Helsingborgs kopparverk och flyttning av del av Skånska Superfosfat- och Svafvelsyrefabriks AB:s etablerat en ny produktionsanläggning vid Knähaken mellan Raus plantering och Råå  samt Helsingborg-Råå-Ramlösa järnväg förlängts till den nya Snedkajen i Råå hamn. Samtidigt byggdes nya kajer och muddrades hamnen djupare. Den höga aktiviteten i Råå Hamn varade fram till 1919, då Kopparverket började använda den egna nyanlagda Kopparverkshamnen, som låg i omedelbar anslutning till dess fabriksområde. 
Den första fyren på platsen var en fiskefyr med fast grönt sken mot Öresund som endast var tänd på hösten. Den byggdes 1857 och var placerad på den dåvarande piren. År 1907 förlängdes pirarmarna och en fyr med ny fyrkaraktär byggdes på den nuvarande platsen. Det var en så kallad klippfyr med en oljelampa. År 1941 byttes oljelampan ut mot en AGA-fyr.
År 2020 ersattes den gamla fyren med en kopia, men med LED-ljus.